# 1er germinal
1er ventôse 1er floréal
Le primidi 1er germinal, officiellement dénommé jour de la primevère, est le 181e jour de l'année du calendrier républicain.
C'était généralement le 21e jour du mois de mars dans le calendrier grégorien.